# 186 f.Kr.

## Händelser

### Efter plats

#### Romerska republiken
- Den snabba spridningen av backanalkulten genom den romerska republiken, som, hävdas det, hänger sig åt alla sorters brott och politiska konspirationer vid de nattliga mötena, leder till att den romerska senaten utfärdar ett påbud, Senatus consultum de Bacchanalibus, genom vilket backanalerna förbjuds i hela Italien, förutom i vissa specialfall, som måste godkännas särskilt av senaten.

#### Mindre Asien
- Eumenes II av Pergamon besegrar Prusias I av Bithynien.

#### Kina
- Den första begravningen äger rum på den numera berömda utgrävningsplatsen Mawangdui under den kinesiska västra Handynastin.

## Födda
- Ptolemaios VI Filometor, kung av Egypten 180–145 f.Kr.

## Avlidna
- Li Cang, markis av Dai, begravd i en av gravkamrarna i Mawangdui